# ماریو پرس زونیگا
ماریو پرس زونیگا (اسپانیایی: Mario Pérez Zúñiga‎؛ زادهٔ ۱۷ ژوئن ۱۹۸۲) بازیکن فوتبال اهل مکزیک بود.
از باشگاه‌هایی که در آن بازی کرده‌است می‌توان به باشگاه فوتبال نیکاکسا، باشگاه فوتبال اطلس، و باشگاه فوتبال آمریکا اشاره کرد.
وی همچنین در تیم‌های ملی فوتبال زیر ۲۳ سال مکزیک و مکزیک بازی کرده‌است.